# Народно-демократическая партия (Украина)
Наро́дно-демократи́ческая па́ртия (НДП) — политическая партия Украины. Создана на Учредительном съезде в Киеве 24 февраля 1996 года в результате объединения политической партии Трудовой конгресс Украины (лидер — Анатолий Матвиенко) и Партии демократического возрождения Украины (Владимир Филенко), при участии общественных организаций: Союз поддержки Республики Крым, Союз украинского студенчества, «Новая Волна», Ассоциации молодых украинских политиков и политологов, политических клубов «Новой Украины».
Основными политическими фигурами партии являлись также Иван Плющ, Юрий Ехануров, Роман Бессмертный, Анатолий Толстоухов, Тарас Стецькив, Александр Емец.
Министерством юстиции Украины партия зарегистрирована 30 мая 1996 года.
В 1996—1999 гг. председателем партии был Анатолий Матвиенко.
С 1997 по 2006 год партия возглавлялась Валерием Пустовойтенко, с мая 2006 года — Людмилой Супрун.

## История

### Создание
Народно-демократическая партия была создана 24 февраля 1996 года, когда состоялся её учредительный съезд. Причинами её создания являлось то, что лидеры партий Демократического Возрождения Украины Владимир Филенко и Трудового Конгресса Украины Анатолий Матвиенко, проигравшие выборы в Верховную Раду Украины в 1994 году, решили объединиться и создать новую партию на базе объединения ряда политических движений.
К объединившимся присоединились Союз предпринимателей Республики Крым, Союз Украинского Студенчества, «Нова хвиля» («Новая волна») Тараса Стецькива, а также политические клубы «Ассоциация молодых украинских политологов и политиков» и «Новая Украина», которую возглавлял руководитель администрации президента Украины Евгений Кушнарёв.

### 1997—2006
В июне 1997 года II съезд Народно-демократической партии констатировал, что Украина все ещё находится в состоянии глубокого системного кризиса, возложил политическую ответственность за это на Кабинет Министров Украины, непосредственно на премьер-министра Павла Лазаренко, и обратился к Президенту Украины с требованием его отставки. После отставки Павла Лазаренко в июне 1997 года правительство Украины возглавил член Политисполкома НДП Валерий Пустовойтенко.
На парламентских выборах на Украине 1998 года партия получила 5,01 % голосов (17 мандатов по партийному списку), ещё шесть кандидатов от партии были избраны в одномандатных избирательных округах. В парламенте была создана фракция НДП, состав которой быстро вырос до 89 человек.
Осенью 1998 года в партии сформировалось два крыла: оппозиционное к курсу президента Леонида Кучмы (Анатолий Матвиенко, Владимир Филенко, Тарас Стецькив и др.), и пропрезидентское (Валерий Пустовойтенко, Иван Плющ, Анатолий Кинах, Анатолий Толстоухов, Евгений Кушнарёв, Роман Бессмертный). I этап IV съезда НДП, который начал свою работу 22 ноября 1998 года, принял новую редакцию Устава партии и Концепцию требований НДП к кандидату в Президенты Украины на выборах в октябре 1999 года. Представители «оппозиционеров» в НДП предложили Л. Кучме подписать соглашение с партией о том, на каких условиях партия его поддержит. Но тот отказался, заявив, что избирается народом и подотчетен ему, а не отдельной партии. На II этапе (14-15 мая 1999 года) делегаты съезда НДП проголосовали за поддержку Л. Кучмы на выборах Президента Украины. Анатолий Матвиенко сложил полномочия Председателя НДП и покинул партию. Вместе с ним из НДП вышли также Владимир Филенко, Александр Емец, Тарас Стецькив, Константин Сытник и часть рядовых партийцев. Съезд удовлетворил просьбу Анатолия Матвиенко об отставке и избрал председателем Народно-демократической партии премьер-министра Украины Валерия Пустовойтенко. После победы Л. Кучмы на президентских выборах В. Пустовойтенко не был вновь утвержден парламентом в этой должности.
По инициативе НДП и под её эгидой был создан ряд общественных организаций: Всеукраинское женское народно-демократическое объединение «Действие», Народно-демократическая лига молодежи, Всеукраинская экологическая лига. В марте 2001 года при НДП создана "Народно-демократическая ассоциация депутатов всех уровней «Доверие» и др.
На парламентских выборах 2002 года блок партий «За единую Украину!», в который входила НДП, получил поддержку 11,77 % избирателей, что дало возможность создать фракцию НДП в составе 18 депутатов.
В парламентских выборах на Украине 2006 года НДП участвовала в составе «Блока НДП». В блок вошли также ДемПУ, Христианско-демократическая и Христианско-либеральная партии. По результатам выборов, блок не преодолел 3-процентный барьер (0,49 %). Взяв ответственность за поражение на выборах на себя Валерий Пустовойтенко заявил о сложении с себя полномочий лидера партии.
В мае 2006 года новым главой партии вместо Валерия Пустовойтенко была избрана Людмила Супрун.

### 2007—2010
В 2007 году лидер НДП Людмила Супрун вела переговоры о создании избирательного блока с Народной партией (НП), однако лидер НП Владимир Литвин создал блок с Трудовой партией Украины.

Во внеочередных парламентских выборах 2007 года НДП участвовала в составе избирательного блока Людмилы Супрун — Украинский региональный актив (УРА) вместе с ДемПУ и Республиканской христианской партией. По результатам выборов блок получил лишь 0,34 % поддержки избирателей.
Выборы Президента Украины (2010) для НДП были знаковыми в том смысле, что впервые кандидатом в Президенты Украины стал лидер партии. Правда, Людмила Супрун смогла получить поддержку лишь 0,19 % избирателей. Во втором туре выборов Президента Украины 2010 г. на общепартийном уровне НДП не поддержала ни одного кандидата.
Партия продолжает позиционировать себя как умеренная центристская сила, придерживающаяся социально ориентированной политической программы.